# 韩怀智
韩怀智（1922年—2003年），河北平山人，中国人民解放军将领、中国人民解放军中将。
1989年，授予中国人民解放军中将，曾任中国人民解放军副总参谋长。